# Катырев-Ростовский, Михаил Петрович
Князь Михаил Петрович Катырев-Ростовский (ум. 1606) — воевода и боярин в царствование Ивана Грозного, Федора Ивановича, Бориса Годунова и Смутное время.
Из княжеского рода Катыревы-Ростовские. Единственный сын воеводы князя Петра Ивановича Катырева-Ростовского (ум. после 1550). Возможно имел сестру княжну Анну, в монашестве Анисья, погребена в Троице-Сергиевом монастыре в 1614 году.

## Биография

### Служба Ивану Грозному
В 1577 году послан в Бушенскую пятину для сбора и высылки людей на службу. Получив в 1580 году сообщение о взятии польским королём Стефаном Баторием Великих Лук, князь Михаил Петрович Катырев ходил к Волоколамску вторым воеводой в полку правой руки. Зимой 1580—1581 годов стоял с большим полком первым воеводой в Туле. В марте 1581 года послан первым воеводой Большого полка под Могилёв и другие литовские города, где у городов Дубровна, Кеса, Орша, Шилова и Могилёва выжег посады и окрестные волости опустошил, а под Шиловым разбил в бою вышедший польско-литовский отряд и по возвращении из похода велено ему быть первым воеводой Большого полка в Ржеве. В сентябре этого же года отправлен из Ржева первым воеводой Большого полка в Яжелбицы и указано ему, если польско-литовские войска пойдут к Новгороду для осады, то идти ему из Яжелобицы в Новгород и быть в посаде воеводой для вылазок, а если войска короля пойдут с войском и артиллерией к Новгороду «на стояние», то быть ему на стороне их лагеря первым воеводой Большого полка. В октябре отправлен из Яжелобицы в Новгород и указано быть там с князем и бояриным Голицыным для отпора неприятельских войск.
В феврале 1582 года князь М. П. Катырев-Ростовский водил большой полк к Ругодиву и Яму против шведов, коих встретил и разбил, за что пожалован золотым. В апреле этого же года первый воевода, командовал полком правой руки «на берегу», под Тарусой. В сентябре 1583 года первый воевода, командовал сторожевым полком на Оке, под Коломной.

#### Служба Фёдору Ивановичу
В 1584—1585 годах первый воевода в Новгороде. В 1586 году назначен в Алексин первым воеводой полка правой руки на берегу Оки. В 1588—1589 годах — первый воевода в Смоленске.
В 1590 году князь Михаил Петрович Катырев-Ростовкий получил чин боярина (? см. 1598 год). Зимой 1590—1591 годов направлен с передовым полком из Новгорода к устью Невы против шведов. Во время боёв за Нарву местничал с князем Ф. М. Трубецким, отказавшись от назначения несмотря на царский указ о безместии, после похода местническое дело проиграл. В 1591 году прислан 1-м воеводой в Тулу крепить её оборону от войска Казы-Гирея, откуда уведомлял Государя о приходе крымцев и был оставлен там после изгнания татар. При отступлении крымцев от Москвы, велено ему быть в сходе с другими воеводами в Большом полку и послан первым воеводой Большого полка в Серпухов. За крымские службы пожалован шубой и полуторным золотым. В 1592 году первый воевода в Казани. В 1593—1594 годах — первый воевода Большого полка в Смоленске. В 1596—1597 годах первый воевода Большого полка в Туле. В июле 1598 года указано ему ехать из Тулы к Государю в Серпухов вместе с дворянами, детьми боярскими и стрельцами для встречи крымских посланников.

##### Служба Борису Годунову
В сентябре 1598 года, при коронации Бориса Годунова пожалован в бояре. В 1600 году в связи с угрозой нападения крымских татар ходил первым воеводой с полком правой руки в Крапивну. В октябре 1603 года приглашён к государеву столу в трапезной Троице-Сергиева монастыря.

###### Служба в Смутное время
В 1605 году, по кончине царя Бориса Годунова, князь Михаил Петрович Катырев-Ростовский послан в Кромы приводить войско к присяге царю Федору Борисовичу Годунову и некоторое время служил там воеводой, возглавляя большой полк в сражениях против Лжедмитрия I, но, узнав об измене войска, тайком бежал в Москву. В 1606 году служил первым воеводой в Новгороде Великом и, наделяя денежным и поместным окладами дворян и детей боярских Деревской пятины. В этом году была написана десятня Деревской пятины М. П. Катырева-Ростовского.
Скончался от чумы (моровой язвы) 23 сентября 1606 года, одновременно вместе с женой и дочерью. Погребён в Софийском соборе Великого Новгорода.

## Семья
От брака с неизвестной имел детей:
- Князь Катырев-Ростовский Иван Михайлович (ум. 1640) — воевода и дворянин московский, женат на родной сестре царя Михаила Фёдоровича — Татьяне Фёдоровне Романовой (ум. 1610) и вторым браком на Ирине Григорьевне №, мамке царевича Алексея Алексеевича.